# Andrea Iannilli
Andrea Iannilli (Roma, 19 marzo 1984) è un ex cestista italiano.

## Carriera
Dopo aver svolto le giovanili nella Stella Azzurra Roma, inizia un lungo girovagare per l'Italia.
Nell'estate 2014 firma con la Fortitudo Bologna, e al termine del campionato si laurea campione della serie B, conquistando l'accesso al successivo campionato di A2 con la compagine bolognese. Riconfermato per la stagione successiva, ed entrato nel cuore dei tifosi bolognesi per l'impegno e la dedizione, perde minutaggio per incomprensioni col coach Matteo Boniciolli, e il 1 gennaio 2016 si accorda per finire la stagione al Derthona Basket di Tortona.
Nell'estate 2016 si accorda con la Vis Nova Basket Roma in serie B, e nel gennaio 2017 passa in A2 alla seconda squadra della capitale, l'Eurobasket Roma, allenata da Davide Bonora, affiancando grandi giocatori del calibro di Alex Righetti, Matteo Malaventura, Tony Easley e Micheal Deloach.
Nell'estate 2017 riparte dalla serie B, accordandosi con Cerignola, ma l'esperienza dura solo pochi mesi, e in seguito passa in A2 alla Pallacanestro Orzinuovi.
Terminata l'esperienza in terra bresciana, si sposta di poco, accasandosi a Pavia (serie B), tenendo ottime medie, con quasi 12 punti a partita e ricevendo a gennaio 2019 la chiamata dell'Olimpia Matera, squadra con ambizioni di risalire in serie A2.
Nell'estate del 2019, scende in serie C Gold Lazio, con la Virtus Pontinia, ma poco prima di Natale, rescinde il contratto col club laziale e il 9 gennaio 2020, fa ritorno nel campionato di serie B, accordandosi con il Montecatiniterme Basketball. 
Nell'estate 2020, avendo conseguito la laurea in fisioterapia, decide di trasferirsi nel paese della moglie (figlia dell'ex giocatore della Fortitudo Stojko Vranković), in Croazia, a Zara. In seguito nell'inverno 2021, viene assunto come vice fisioterapista, presso la squadra del K.K. Zadar, facente parte della Lega Adriatica e del campionato croato.

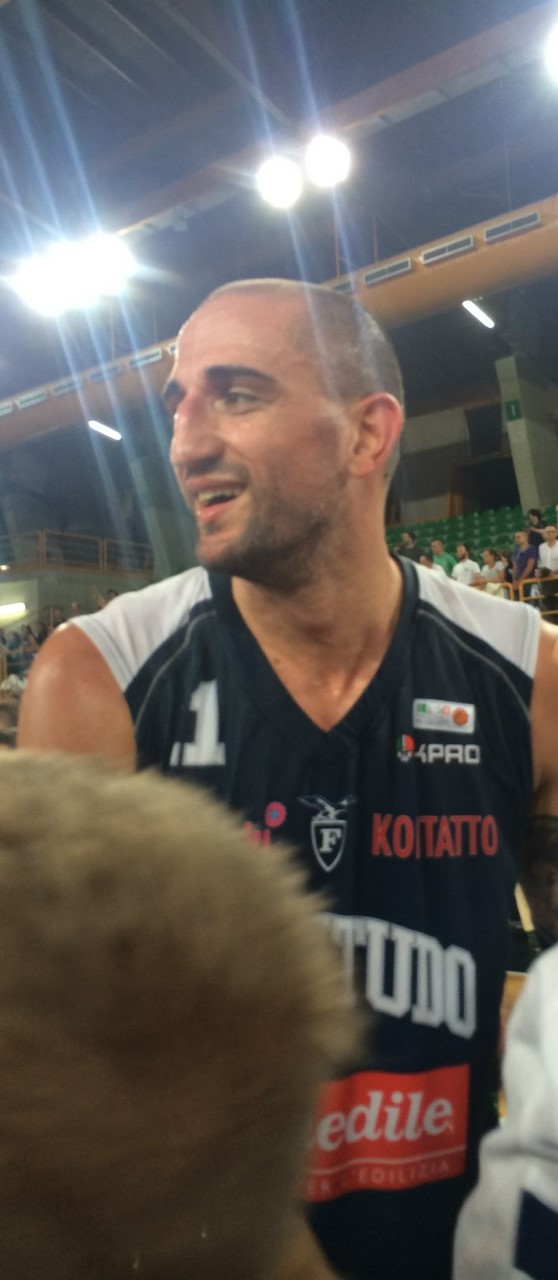
Iannilli in maglia Fortitudo